# Дом М. Халибова (Ростов-на-Дону)
Дом М. Халибова (встречается также название Бывший дом М. С. Дабаховой) — ростовский памятник градостроительства и архитектуры. Здание расположено на улице Советской в историческом районе Нахичевань. Построено в 1890 году. С 1998 года зданию присвоен статус объекта культурного наследия России регионального значения.

## Владельцы и жильцы
Согласно официальным данным, здание принадлежало М. С. Дабаховой. В Едином государственном реестре объектов культурного наследия (памятников истории и культуры) народов Российской Федерации здание по адресу Советская, 17 указано как «Дом М. Халибова». Однако подробная информация о личности М. С. Дабаховой и других жильцах дома в доступных источниках отсутствует. Фамилия «Халибов» вероятно происходит от фамилии богатого армянского купеческого рода Халибянов. Одним из видных представителей этого рода был Арутюн Погосович Халибян — городской голова Нахичевани-на-Дону с 1833 по 1835-й и с 1842 по 1853 гг., а также фактический руководитель армянской общины. В Нахичевани также действовало «Армянское Халибовское училище», открытое в 1858 году, директором которого был родной брат известного художника-мариниста Гавриил Константинович Айвазовский.

## Архитектурные особенности
Здание представляет собой особняк, выполненный в стиле эклектики с элементами неоренессанса и неорококо, что характерно для конца XIX — начала XX века. Его архитектурный облик демонстрирует сочетание классических элементов с декоративной выразительностью, свойственной эклектичной городской застройке того времени. Фасадная композиция отличается симметрией и богатым декором. Центральный вход оформлен монументальным порталом с полуциркульным арочным завершением, украшенным рельефными элементами и лепными картушами. Над дверью выделяется крупный замковый камень, подчеркивающий изящество композиции.
Фасад декорирован керамической плиткой зеленого цвета, что создает контраст с белоснежной лепниной. Такое сочетание характерно для модерна и придает зданию эффектную выразительность. Окна первого этажа украшены массивными сандриками и лепными гирляндами, что соответствует традициям неорококо. Фасад также содержит пилястры с каннелюрами и декоративными капителями, придающими зданию величественный и утонченный вид. Отдельного внимания заслуживает торжественная арка во дворе, соединяющая главное здание с флигелем. Она оформлена в едином стилистическом ключе и подчеркивает высокий статус постройки.